# Јакуп Краснићи
Јакуп Краснићи (алб. Jakup Krasniqi; Негровце, 1. јануар 1951) албански је политичар и бивши вршилац дужности председника Републике Косово.[a] Бивши је председник Скупштине Републике Косово. У новембру 2020. ухапшен је под оптужбом за злочине против човечности и ратне злочине пред Косовским специјализованим већима и Канцеларијом специјалног тужилаштва.

## Детињство, младост и образовање
Рођен је у Неговцу, код Глоговца, у тадашњој Федеративној Народној Републици Југославији. Основну школу завршио је 1965. године у свом родном месту, док је гимназију завршио 1971. у Приштини. Похађао је Филолошки факултет Универзитета у Приштини и дипломирао 1976. године.

## Политичка каријера
Током рата на Косову и Метохији, био је гласноговорник терористичке Ослободилачке војске косова (ОВК).
Од 28. септембра 2010. био је вршилац дужности председника Републике Косово, након оставке Фатмира Сејдијуа услед политичке кризе на Космету. Од 31. марта 2011. поново је био вршилац дужности председника, након оставке Бехђета Пацолија. Студио је на дужност тек 2. априла 2011. Атифете Јахјага је 7. априла изабрана за председницу, чиме је прекинута његов мандат на овој функцији.
У новембру 2020. ухапшен је под оптужбом за злочине против човечности и ратне злочине пред Косовским специјализованим већима и Канцеларијом специјалног тужилаштва.

## Приватни живот
Ожењен је Севдије (Шаља) Краснићи са којом има четворо деце: ћерке Гресу, Ћендресу и Члиримтаре, као и сина Алтина.